# لوتر بوربانک

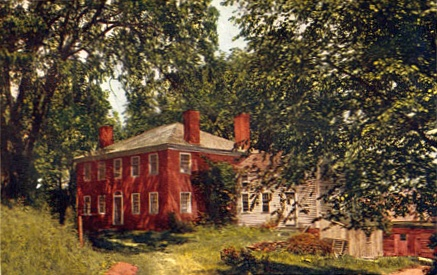
محل تولد بوربانک در لنکستر، ماساچوست

لوتر بوربانک (به انگلیسی: Luther Burbank) طبیعیدانی بود که صدها گونهٔ تجاری از گیاهان را پرورش داد. فعالیتهای او موجبات علاقهٔ مردم جهان به پرورش گیاهان را فراهم آورد.

## زندگی
لوتر سیزدهمین فرزند از ۱۵ فرزند یک خانواده بود. او در یک کشتزار در نزدیکی لانکاستر، ماساچوست زاده شد و تحصیلات دبیرستانی خود را در مدرسهٔ عالی لانکاستر گذراند. عمویش که سرپرست موزهای در بوستون بود او را به لوئیز آگاسیز زیستشناس آمریکایی_سوئیسی معرفی کرد که سبب اشتیاق او به طبیعت شد. بوربانک در دهه سوم زندگی خود مزرعه‌ای به وسعت ۱۷ اکر خرید و به آزمایش‌هایی برای پرورش سیب زمینی پرداخت.